# 21554 Leechaohsi
21554 Leechaohsi è un asteroide della fascia principale. Scoperto nel 1998, presenta un'orbita caratterizzata da un semiasse maggiore pari a 3,1364227 UA e da un'eccentricità di 0,2077301, inclinata di 15,52913° rispetto all'eclittica.